# 竜脚形亜目
竜脚形類（りゅうきゃくけいるい、学名: Sauropodomorpha）は、竜盤類に属する恐竜の一群である。

## 概要
アンキサウルス、プラテオサウルスに代表される原竜脚下目とディプロドクス、ブラキオサウルスなどに代表される竜脚下目で構成されている。
恐竜の出現する三畳紀後期から白亜紀末期に至るまで長期間にわたり全大陸において大いに繁栄を続けた大型植物食動物グループである。なお進化の歴史において黎明期にあたる三畳紀の種類については、雑食や肉食の種類もいた可能性がある(例→パンファギアやブリオスクス)。出現当初は他の植物食性四肢動物(例→ディキノドン類やリンコサウルス類)と共存していたが、やがて他を押し退けて植物食動物の主役となった。
その歴史の最末期を生きたアラモサウルスやヒプセロサウルスなどのごく一部の属はK-Pg境界の後も暫く生き延びた可能性があることが化石から示唆されるという学説もあるが、詳細は不明。

## 下位分類
竜脚形亜目 Sauropodomorpha
- テコドントサウルス Thecodontosaurus
- 原竜脚下目 Prosauropoda
  - アンキサウルス(Anchisaurus)
  - プラテオサウルス(Plateosaurus)
  - メラノロサウルス(Melanorosaurus)
  - マッソスポンディルス(Massospondylus)
- 竜脚下目 Sauropoda
  - ブルカノドン(Vulcanodon)
  - 真竜脚類 Eusauropoda
    - ジョバリア(Jobaria)
    - ケティオサウルス科(Cetiosauridae)
      - ケティオサウルス(Cetiosaurus)
      - シュノサウルス(Shunosaurus)

    - マメンチサウルス科(Mamenchisauride)
      - マメンチサウルス(Mamenchisaurus)
      - オメイサウルス(Omeisaurus)

    - 新竜脚類 Neosauropoda
      - ディプロドクス上科(Diplodocoidae)
        - ディプロドクス科(Diplosauridae)
          - ディプロドクス(セイスモサウルスを含む)(Diplodocus)
          - アパトサウルス(Apatosaurus)
          - ブロントサウルス("Brontosaurus")
          - スーパーサウルス(Supersaurus)

        - ディクラエオサウルス科(Dicraeosauridae)
          - ディクラエオサウルス(Dicraeosaurus)
          - アマルガサウルス(Amargasaurus)

      - マクロナリア(Macronaria)
        - カマラサウルス(Camarasaurus)
        - ティタノサウルス形類(Titanosauriformes)
          - ティタノサウルス上科(Titanosauroidae)
            - エウヘロプス(Euhelopus)
            - ブラキオサウルス(Brachiosaurus)
            - アビドサウルス(Abydosaurus)
            - ティタノサウルス科 Titanosauridae
              - ティタノサウルス Titanosaurus
              - アルゼンチノサウルス(Argentinosaurus)
              - アラモサウルス(Alamosaurus)
              - サルタサウルス(Saltasaurus)
              - ラペトサウルス(Rapetosaurus)
              - ネメグトサウルス(Nemegtosaurus)
              - マラウィサウルス(Malawisaurus)